# Encinasola de los Comendadores (kommunhuvudort)
Encinasola de los Comendadores är en kommunhuvudort i Spanien.   Den ligger i provinsen Provincia de Salamanca och regionen Kastilien och Leon, i den nordvästra delen av landet, 250 km väster om huvudstaden Madrid. Encinasola de los Comendadores ligger 711 meter över havet och antalet invånare är 253.
Terrängen runt Encinasola de los Comendadores är platt. Runt Encinasola de los Comendadores är det mycket glesbefolkat, med 4 invånare per kvadratkilometer. Närmaste större samhälle är Vitigudino, 8,6 km öster om Encinasola de los Comendadores. Trakten runt Encinasola de los Comendadores består i huvudsak av gräsmarker.